# Балрог (Плутон)
Балрог је назив за највеће подручје у регији "Боксер" на патуљастој планети Плутон. То је највећа тамна регија на Плутону након регије "Кит". Добио је име по Балрогу, демону из Толкинове збирке легенди.